# Raoul Bleuse
Pour les articles homonymes, voir Bleuse.
Raoul Bleuse, né le 9 septembre 1895 à Ribemont et mort le 8 juin 1984 à Alfortville, est un homme politique français. Fils de Gaston Isaïe Bleuse, jardinier et de Marie Zénaïde Fontaine, Raoul Bleuse fait ses études au collège de Montcornet (Aisne). 

## Biographie
Engagé volontaire pour trois ans le 4 octobre 1913 au 16e régiment de dragons, il fait toute la Première Guerre mondiale. Blessé, il est décoré de la Croix de guerre et de la médaille militaire. Démobilisé le 13 août 1919, avec le grade de maréchal des logis, il est du 3 janvier 1921 au 28 février 1942 inspecteur principal à la Préfecture de police. Relevé de ses fonctions par le gouvernement de Vichy. Réintégré à la Préfecture de police à compter du 1er février 1945, il est chargé de mission au cabinet d’Édouard Depreux, ministre socialiste de l’Intérieur, de juin 1946 à novembre 1947, puis le suit à l’Éducation nationale en 1948.
Aux élections législatives de 1962, il est avec François Tanguy-Prigent, l'un des deux élus du PSU. Il rejoint les non inscrits, mais quitte le parti pour la SFIO l'année suivante.
Il est également maire d'Alfortville de 1947 à 1965.

## Distinctions

### Décorations
- Officier de la Légion d’honneur.
- Croix de guerre 1914-1918.
- médaillé de la Reconnaissance française pour faits de Résistance.